# كوجليقوناق
كوجليقوناق (بالكردية: Basan؛ بالتركية: Güçlükonak) هي بلدة كردية ومديرية تابعة لولاية شرناق في جنوب شرق تركيا بمنطقة كردستان تركيا. تنقسم البلدة إلى ثلاثة احياء سكنية، وبلغ عدد سكانها 4,462 نسمة في عام 2021.